# Alur Baung
Alur Baung is een bestuurslaag in het regentschap Aceh Tamiang van de provincie Atjeh, Indonesië. Alur Baung telt 1141 inwoners (volkstelling 2010).